# Glen of Imail
Glen of Imail är en dal i republiken Irland.   Den ligger i grevskapet Wicklow och provinsen Leinster, i den östra delen av landet, 40 km sydväst om huvudstaden Dublin.